# Tsuivan
Lo tsuivan (in mongolo Цуйван) è un piatto mongolo a base di tasalsan guril (tagliolini corti tipici mongoli), carne di montone e verdure. Il piatto, che risente l'influenza della cucina manciù, è molto popolare in Mongolia, ove viene consumato più volte al mese.